# Mafoulou
Mafoulou est une localité située dans le département de Sabcé de la province du Bam dans la région Centre-Nord au Burkina Faso. 

## Géographie

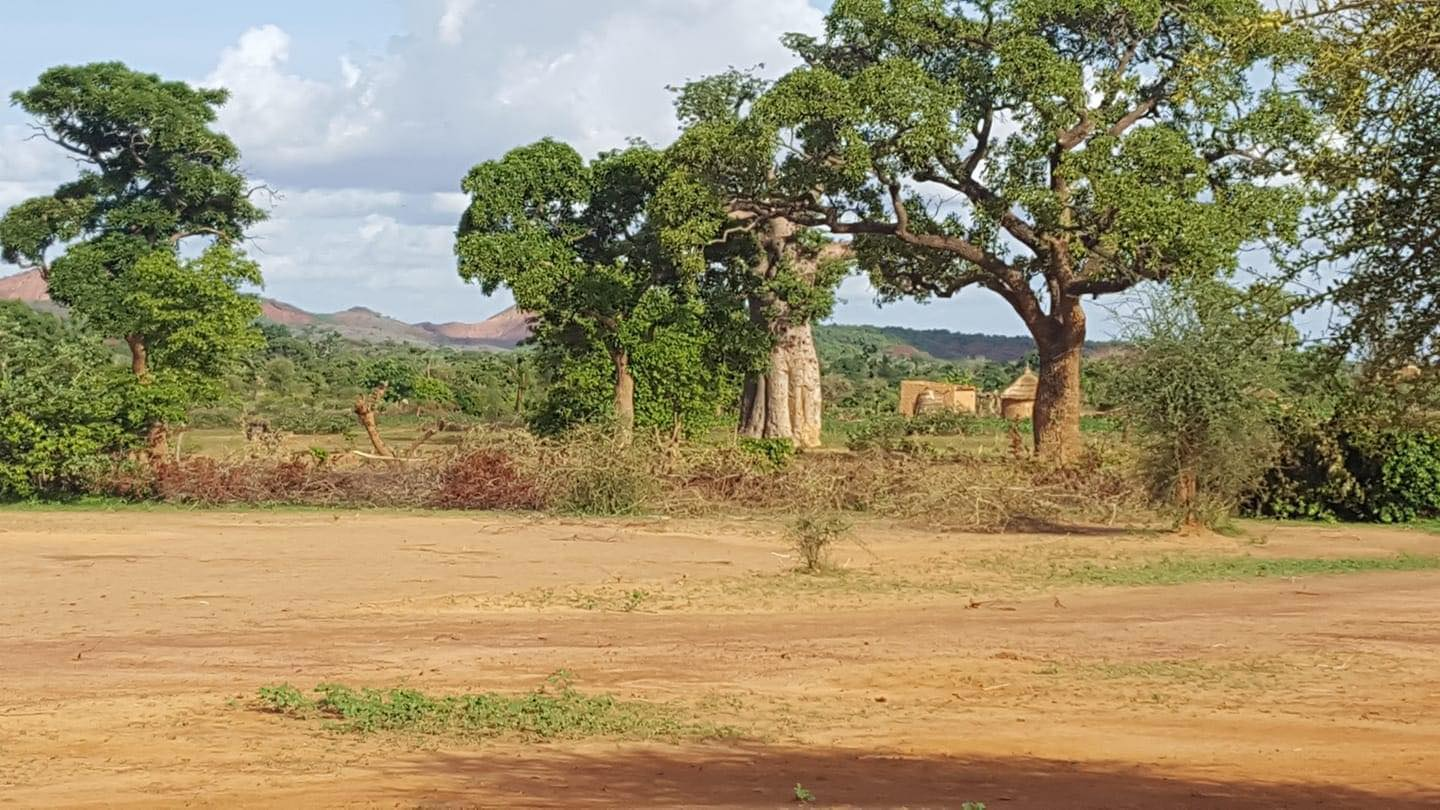
Paysage près de Mafoulou.

## Éducation et santé
Le centre de soins le plus proche de Mafoulou est le centre de santé et de promotion sociale (CSPS) de Sabcé tandis que le centre médical avec antenne chirurgicale (CMA) de la province se trouve à Kongoussi.